# Das Buch von San Michele

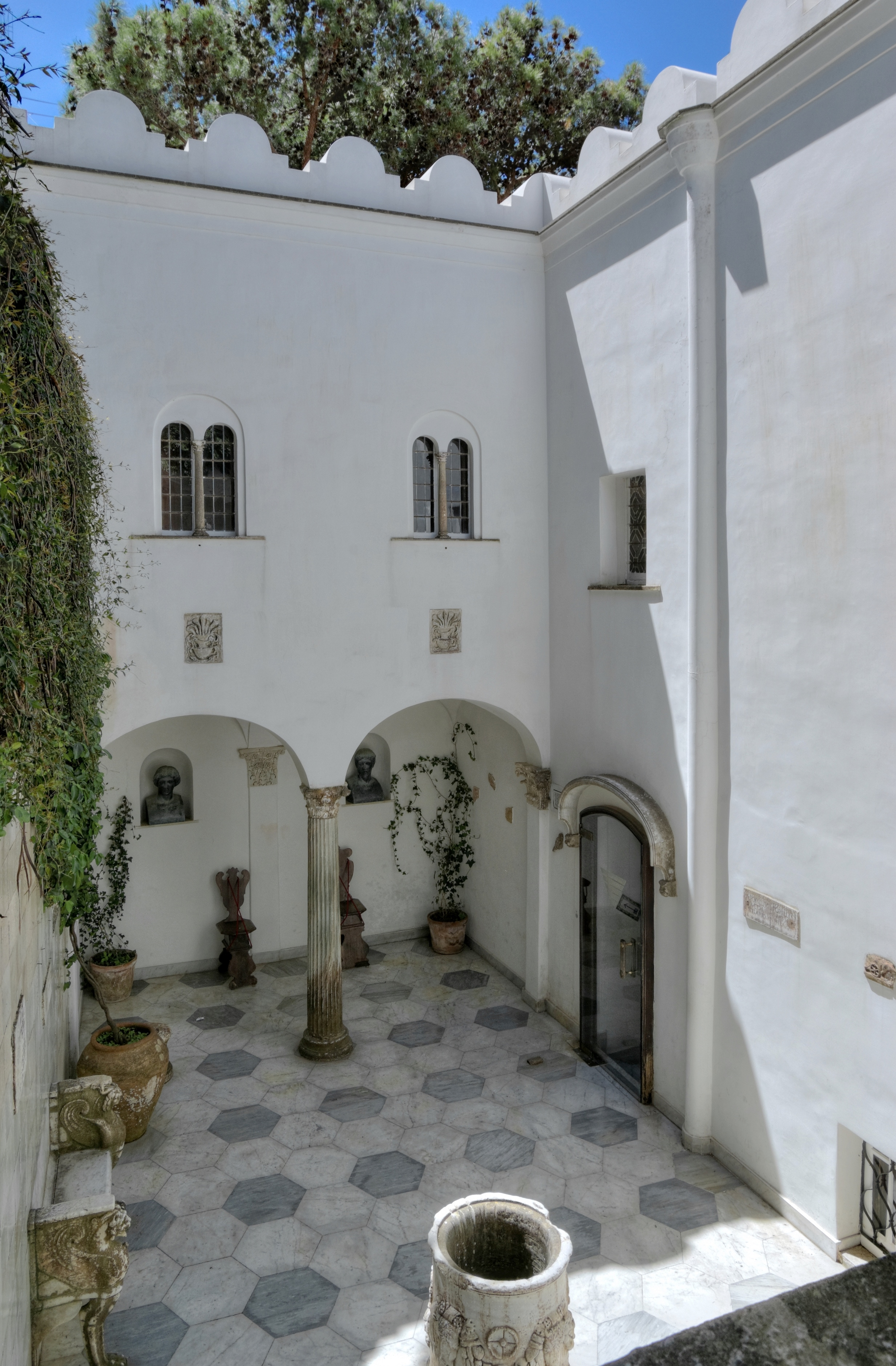
Innenhof der Villa San Michele

Unter dem Titel Das Buch von San Michele (englischer Originaltitel: The Story of San Michele) veröffentlichte der auf Capri ansässige schwedische Armen- und Modearzt Axel Munthe seine Lebenserinnerungen aus der Zeit vor und um 1900. Das Buch erschien 1929; 1931 erschien eine deutsche Übersetzung von Gudrun Uexküll-Schwerin, der Ehefrau von Jakob Johann von Uexküll. Mit weltweit etwa 30 Millionen verkauften Exemplaren war es eines der erfolgreichsten Bücher der ersten Hälfte des 20. Jahrhunderts.
Munthe erbaute ab den letzten Jahren des 19. und in den ersten beiden Jahrzehnten des 20. Jahrhunderts in Anacapri seine – typologisch dem Künstlerstil jener Zeit folgende – Villa San Michele. Das Buch ist unter anderem deren Geschichte gewidmet. Es repräsentiert eine ästhetisch interessante, frühe Form des literarischen Synkretismus, die zwischen Fantastik und einem bisweilen scharfen Sozialrealismus angesiedelt ist, wobei eines oft direkt aus dem anderen hervorgeht. Bereits ganz zu Anfang wird dem Erzähler in einer Art Teufelspakt die spätere Erblindung prophezeit. 

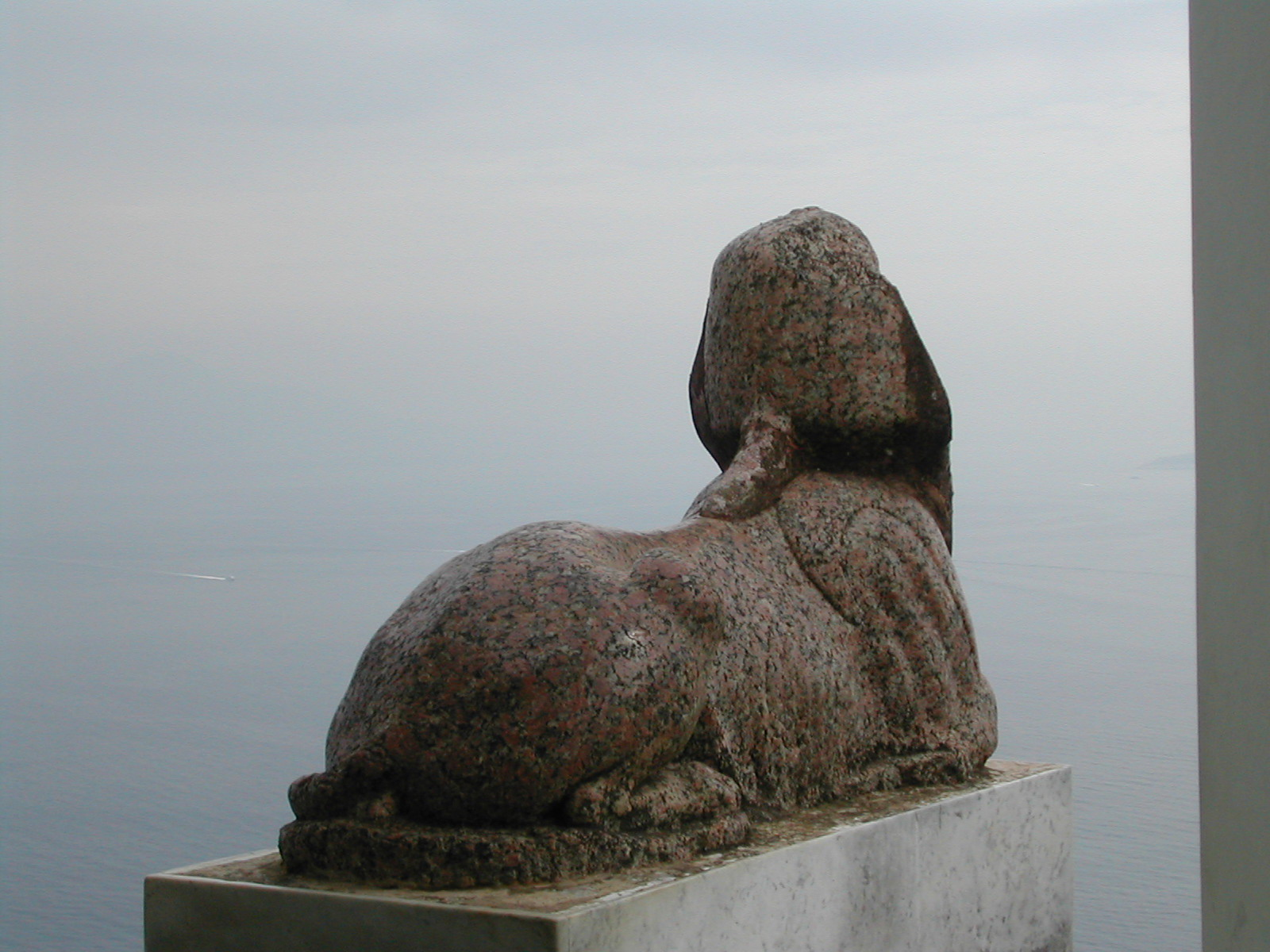
Die Sphinx vor der Villa San Michele auf Capri

Im Buch erzählt Munthe von den Stationen seiner ungewöhnlichen Karriere, vom Aufstieg zum Modearzt des europäischen Adels, von seiner Begegnung mit Louis Pasteur, aber auch von seinem Einsatz gegen die Tollwut in Paris und die Cholera in Neapel. Der Fund der berühmten, von der Balustrade der Villa San Michele auf den Golf von Neapel schauenden rotmarmornen Sphinx wird auf einen Schachteltraum Munthes zurückgeführt, dem er glaubt und folgt, woraufhin sich in der Realität eine Wiederholung des Geträumten ergibt.
Eigentlich ist das Buch ein fantastischer Roman, leichtfüßig und mit elegantem Humor, bisweilen auch mit Pathos erzählt und nicht ohne eingestreute Bosheiten, etwa in Richtung verschiedener National-„Kolonien“ in Rom. Gegen Ende wird das sonst sehr helle Buch ausgesprochen düster, was mit der zunehmenden Erblindung Munthes zusammenhängt, die ihn dazu bringt, ähnlich wie der von ihm verehrte Tiberius schließlich das luce seiner Villa San Michele zu verlassen und in den düsteren Torre di Materita zu ziehen.
Das Buch stieß sowohl auf Zustimmung als auch auf Ablehnung. 1930 war es in Großbritannien und in den Vereinigten Staaten das meistverkaufte Sachbuch, und der anschwellende Besucherstrom, der Munthes Haus in Anacapri sehen wollte, führte dazu, dass es in den 1950er-Jahren in ein Museum umgewandelt wurde. Umgekehrt lehnte der Verleger Kurt Wolff das Manuskript ab, weil er es „unbegreiflich banal, eitel und peinlich“ fand, und das Buch zog nach seinem Erscheinen Parodien in großer Zahl nach sich.
Bengt Jangfeldt und Thomas Steinfeld, die 2003 beziehungsweise 2007 je eine Biographie über Munthe veröffentlichten, verglichen die Fakten von Munthes Leben mit den im Buch von San Michele gezeichneten Erinnerungen und stellten zahlreiche Differenzen fest. Entsprechend versah Steinfeld die Biographie mit dem Untertitel Die Kunst, dem Leben einen Sinn zu geben. Zusammenfassend schrieb er:

„Tatsächlich erträgt dieses Werk, als Autobiographie gelesen, die historische Prüfung nur an wenigen Stellen. […] [Munthe] ist kein Hochstapler, aber er stapelt hoch, er ist kein Schwindler, aber er schwindelt. Er ist ein Blender und ein Geblendeter zugleich […] Und er verschiebt die Chronologien, fügt hinzu und läßt weg und arrangiert die Verhältnisse stets so, daß das Licht der Scheinwerfer auf ihn fällt.“

## Ausgaben (Auswahl)
- The Story of San Michele. John Murray, London 1929.
- Das Buch von San Michele. Aus dem Englischen übersetzt von Gudrun Uexküll-Schwerin. Paul List, Leipzig 1931.
- Das Buch von San Michele. Deutscher Taschenbuch Verlag, München 1978, ISBN 3-423-01339-7.
- Das Buch von San Michele. Roman. Ullstein, Berlin 2022, ISBN 978-3-548-06755-1.

## Verfilmung
Das Buch wurde 1962 unter dem Titel Axel Munthe – Der Arzt von San Michele mit O. W. Fischer in der Hauptrolle verfilmt.